# Авґуст Скадіньш
Авґуст Скадіньш (латис. Augusts Skadiņš; 6 березня 1902, Кошрага — 1 червня 1945, Єлгава, Латвія) — лівський поет і прозаїк. Був великим знавцем лівського фольклору. Написав єдину оригінальну п'єсу лівською мовою «Vecais Rānda». П'єса була поставлена в 1923. Був одним з найактивніших лівських прозаїків. Тематика творів здебільшого була скерована на боротьбу з алкоголізмом.

## Біографія
Народився в лівському селі Кошрага. Закінчив Тербатський інститут в Лієпаї. Працював залізничником в Мазірбе і Ризі. Потім працював співробітником в газеті «Jaunākās ziņas». Помер 1 червня 1945 в Єлгаві.

## Відомі роботи
- «Vecais Rānda»
- «Gandrīz nāves nagos»